# Катастрофа Ил-62 под Дамаском
Катастрофа Ил-62 под Дамаском — крупная авиационная катастрофа, произошедшая 20 августа 1975 года. Авиалайнер Ил-62 авиакомпании ČSA выполнял международный рейс OK-540 по маршруту Прага—Дамаск—Багдад—Тегеран, но при посадке в аэропорту Дамаска  врезался в песчаную дюну и рухнул на землю в 17 километрах от аэропорта. Из 128 человек на его борту (117 пассажиров и 11 членов экипажа) выжили 2 (оба пассажиры). 
На 2024 год это крупнейшая авиакатастрофа в Сирии и в истории чехословацкой/чешской авиации.

## Самолёт
Ил-62 с бортовым номером OK-DBF (заводской — 31502, серийный — 15-02) был выпущен Казанским авиазаводом в 1973 году и к 17 сентября передан чехословацкой Československé aerolinie a.s. (ČSA). Авиалайнер носил имя Brno Trade Fair (Выставочная ярмарка в Брно), на день катастрофы налетал свыше 4000 часов.

## Экипаж
- Командир воздушного судна (КВС) — 54-летний Ян Гайдош (чеш. Ján Gajdoš). Налетал свыше 19 000 часов, свыше 3000 из них на Ил-62.
- Второй пилот — 50-летний Станислав Жижка (чеш. Stanislav Žižka). Налетал свыше 15 000 часов, свыше 2900 из них на Ил-62.
- Штурман — 43-летний Франтишек Аулик (чеш. František Aulík).
- Бортинженер — 48-летний Карел Гасман (чеш. Karel Hasman).
- Сменный бортинженер — Владимир Гейдук (чеш. Vladimír Hejduk).
- Бортпроводники:
  - Мирослав Петак (чеш. Miroslav Peták),
  - Владимира Влахова (чеш. Vladimíra Vlachová),
  - Елена Шебестова (чеш. Helena Šebestová),
  - Яна Дворжакова (чеш. Jana Dvořáková),
  - Милада Плещерова (чеш. Milada Plescherová),
  - Зденка Благетова (чеш. Zdeňka Blahetová).

При этом пилоты Гайдош и Жижка, по воспоминаниям их коллег по авиакомпании, испытывали личную неприязнь друг к другу вплоть до ненависти; к тому же Жижка был поставлен в данный экипаж в самый последний момент.

## Катастрофа
Самолёт выполнял международный рейс OK-540 по маршруту Прага — Дамаск — Багдад — Тегеран. Всего на борту авиалайнера находились 11 членов экипажа и 117 пассажиров. 19 августа в 19:35 (18:35 UTC) Ил-62 вылетел из Пражского аэропорта.
Эшелон полёта был 210 (21 тысяча футов или 6400 метров). После трёх с половиной часов в воздухе самолёт приблизился к первой промежуточной остановке — Дамаску. Примерно в 01:00 по местному времени (22:00 UTC) после пролёта Бейрута экипаж получил указание от ливанских диспетчеров переходить на связь с сирийскими диспетчерами. В 01:02 экипаж связался с диспетчерским центром в Дамаске. Диспетчер передал экипажу указания о заходе на посадку на ВПП 23R, после чего дал разрешение снижаться до высоты 11 тысяч футов (3350 метров), а также сводку о погоде: ветер 230°, 10 узлов (18 км/ч), ясно, хорошая видимость, давление аэродрома 1010 гПа. В Дамаске стояла ясная безлунная ночь.
Согласно схеме захода на посадку, самолёт должен был, летя в восточном направлении на высоте 4000 футов (1200 метров) над уровнем моря, пройти VOR, после чего выполнить левый разворот со снижением и, повторно пройдя VOR, выйти на предпосадочную прямую. В 01:09 экипаж доложил о подходе к VOR, после чего диспетчер Дамасского аэропорта дал разрешение на посадку. Экипаж подтвердил получение информации и повторил условия посадки: ВПП 23R, давление аэродрома 1010 гПа. Это была последняя связь с рейсом OK-540.
Через 4 минуты в 01:13 местного времени (19 августа 22:13 UTC) выполняющий в темноте левый разворот Ил-62 в 17 километрах от торца ВПП врезался передней стойкой шасси и левой плоскостью крыла в песчаную дюну. От удара плоскость разрушилась. Врезавшись в землю, авиалайнер разрушился и сгорел. Общий разброс обломков имел в длину почти километр. Из-за труднодоступности места спасательные службы прибыли только через 45 минут. Среди обломков были найдены двое выживших: маленькая девочка (по одним данным, жительница Чехословакии, по другим — Иордании) и 30-летний арабский студент. Также была найдена ещё одна выжившая девочка, но позже в больнице она скончалась от полученных травм. Всего же в катастрофе погибли 126 человек: 115 пассажиров, среди них известный польский театральный и оперный режиссёр Конрад Свинарский, и все 11 членов экипажа. Это крупнейшая авиационная катастрофа в Сирии и в истории чехословацкой/чешской авиакомпании ČSA, а также пятая (на момент событий — третья) крупнейшая катастрофа Ил-62.

## Причины
Расследование катастрофы осложнялось тем, что магнитные ленты бортовых самописцев были повреждены в пожаре. Медицинская экспертиза показала, что пилотирование в тот момент осуществлял второй пилот, так как командир находился в расслабленном состоянии. Также в крови командира был обнаружен алкоголь. Как позже было установлено, он пил пиво, но на то время это допускалось. Сама же траектория полёта свидетельствовала о том, что произошло типичное столкновение с землёй в управляемом полёте, то есть пилоты не знали свою реальную высоту. Барометрический высотомер командира уцелел и имел правильные настройки. Однако вёл самолёт в тот момент второй пилот, а его высотомер был разрушен. Весьма вероятно, что при установке давления на высотомере второй пилот ошибочно установил давление уровня моря, а не уровня аэродрома, что занижало истинную высоту на 2000 футов (610 метров) — высоту аэродрома над уровнем моря. Этому способствовало и то, что при слабом освещении кабины можно перепутать цифры 0, 6 и 9. Свою роль сыграли и межличностные отношения пилотов, в результате чего командир не помогал в сложившейся ситуации второму пилоту и не предупредил его об опасной высоте. Аэропорт Дамаска был оборудован вторичным радиолокатором, поэтому диспетчер не мог видеть снижение Ил-62 ниже глиссады и не мог предупредить экипаж.
В итоговом отчёте было указано, что наиболее вероятной причиной катастрофы послужило выставление на высотомерах давления уровня моря вместо давления аэродрома. Про проблемы взаимодействия между членами экипажа в отчёте даже не упоминалось.

## Теория заговора
Существует теория, что рейс 540 был намеренно сбит сирийскими войсками. Всего за несколько дней до катастрофы в Праге открылось посольство Организации освобождения Палестины (ООП) — весьма вероятно, что, сбив чехословацкий самолёт, Сирия хотела выразить протест такому решению. Данная теория получила распространение в связи с тем, что через 40 дней (30 сентября) при заходе на посадку в аэропорт Бейрута при невыясненных обстоятельствах потерпел катастрофу Ту-154 (рейс MA-240) венгерской компании Malév, причём данная катастрофа произошла на следующий день после того, как в Будапеште было открыто посольство ООП.
Теория о том, что чехословацкий Ил-62 был сбит, до сих пор не нашла ни подтверждения, ни опровержения.